# Mintraching
Mintraching é um município da Alemanha, situado no distrito de Ratisbona, no estado da Baviera. Tem 53,87 km² de área, e sua população em 2019 foi estimada em 4.867 habitantes.